# Pteraster abyssorum
Pteraster abyssorum är en sjöstjärneart som först beskrevs av Addison Emery Verrill 1895.  Pteraster abyssorum ingår i släktet Pteraster och familjen knubbsjöstjärnor. Inga underarter finns listade i Catalogue of Life.